# 王炜 (物理学家)
王炜（1962年3月—），湖南长沙人，南京大学物理学院教授、生物物理研究所所长，研究方向为凝聚态理论物理、软凝聚态-生物物理等。主持多个重点学术项目、发表数百篇论文、获得多个奖项。中华人民共和国教育部第二批“长江学者”特聘教授、曾任中国科技部973项目首席科学家。1982年和1985年先后获南京大学物理系学士、硕士学位并留校任教，1988-1990年在英国薩塞克斯大學物理系学习，1990年获理学博士学位并晋升为副教授。1992-1994年在意大利国际理论物理中心作博士后研究。1992年晋升为教授。